# Лезюэр, Элуаз
Элуа́з Лезюэ́р-Эмонен (фр. Éloyse Lesueur-Aymonin; род. 15 июля 1988, Париж, Франция) — французская легкоатлетка, специализирующаяся в прыжке в длину. Двукратная чемпионка Европы. Чемпионка мира в помещении. Финалистка Олимпийских игр 2012 года (пятое место). Многократная чемпионка Франции.

## Биография

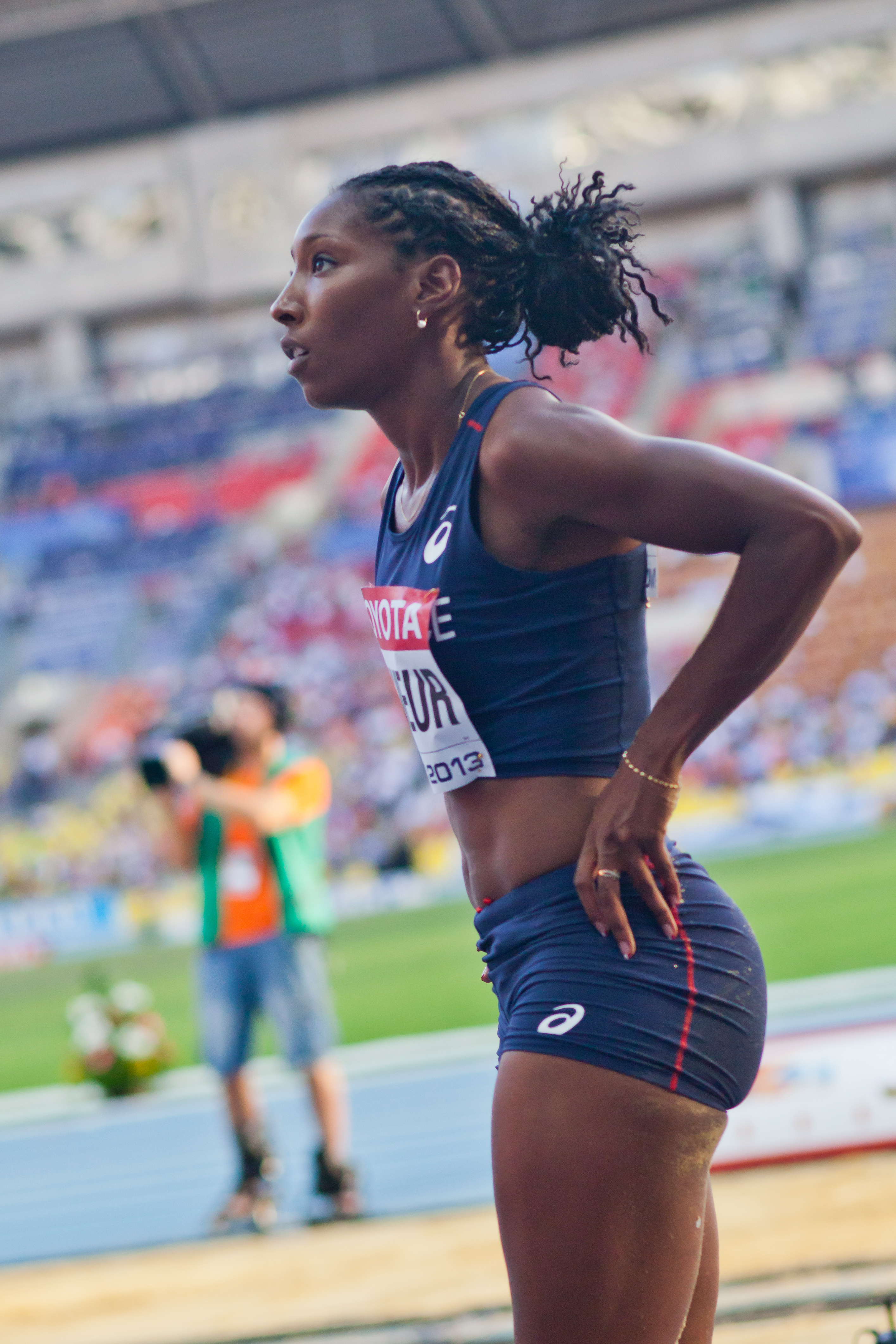
Чемпионат мира 2013 года в Москве

До прихода в лёгкую атлетику занималась спортивной гимнастикой, где дважды становилась чемпионкой Франции среди девушек. В начале легкоатлетической карьеры совмещала тренировки и выступления в прыжке в длину и в семиборье. Её талант проявился достаточно рано: в 2005 году она стала серебряным призёром чемпионата мира среди девушек (до 18 лет) с результатом 6,28 м. Спустя 2 года она стала второй на юниорском чемпионате Европы (6,34 м). В 2009 году выиграла бронзу чемпионата Европы среди молодёжи.
Успехи на взрослом уровне пришли несколько позднее. Прогрессу Элуаз мешали частые травмы, например, в 2009 году на чемпионате мира в Берлине она не смогла выйти в финал из-за проблем с коленом. Однако даже несмотря на эти трудности ей удавалось показывать достаточно далёкие прыжки. Настоящий прорыв произошёл в 2012 году. Лезюэр стала победительницей чемпионата Европы в Хельсинки с результатом 6,81 м. Она была включена в состав сборной Франции на Олимпийские игры, где смогла выйти в финал и заняла там 8-е место с результатом 6,67 м. Позднее после дисквалификации трёх легкоатлеток, занявших 4-е, 5-е и 7-е места, Элуаз поднялась на итоговое пятое место.
В 2013 году с национальным рекордом 6,90 м завоевала серебро на чемпионате Европы в помещении. На московском чемпионате мира осталась за чертой призёров — только 22-е место по итогам квалификации (6,39 м). Следующий сезон стал для Элуаз по-настоящему триумфальным. Она выиграла все официальные старты, в которых принимала участие: чемпионат мира в помещении (6,85 м), чемпионат Европы (6,85 м в холодную и дождливую погоду) и Континентальный кубок (6,66 м, стала победительницей турнира в составе сборной Европы).
В 2010, 2011, 2013 и 2014 годах неизменно была на подиуме на командных чемпионатах Европы в личном виде, но в составе сборной Франции ни разу не становилась призёром по итогам общего зачёта.
Лезюэр часто выступает на соревнованиях в спринтерском беге. Её личные рекорды: 7,34 на 60 метров и 11,54 на 100 метров. В 2014 году участвовала в чемпионате мира по эстафетам, где заняла вместе с подругами по команде 8-е место в эстафете 4×100 метров (43,76).
Тренируется под руководством Рено Лонгевра в клубе SCO Sainte Marguerite из Марселя.
С 2017 года после замужества стала выступать под двойной фамилией Лезюэр-Эмонен.